# Fushi, Fujian
Fushi (kinesiska: 抚市) är en köping i sydöstra Kina. Den ligger i stadsdistriktet Yongding i staden Longyan i provinsen Fujian, omkring 280 kilometer sydväst om provinshuvudstaden Fuzhou. Antalet invånare är 27 335. Befolkningen består av 12 382 kvinnor och 14 953 män. Barn under 15 år utgör 17,0 %, vuxna 15-64 år 74 %, och äldre över 65 år 8,0 %.